# Actenoides
Actenoides là một chi thuộc họ Sả. Chi này gồm các loài sau:
- Sả có ria, Actenoides bougainvillei
- Sả cổ hung, Actenoides concretus
- Sả đầu lam, Actenoides hombroni
- Sả đốm, Actenoides lindsayi
- Sả lưng lục, Actenoides monachus
- Sả vảy, Actenoides princeps